# XXXIe dynastie égyptienne

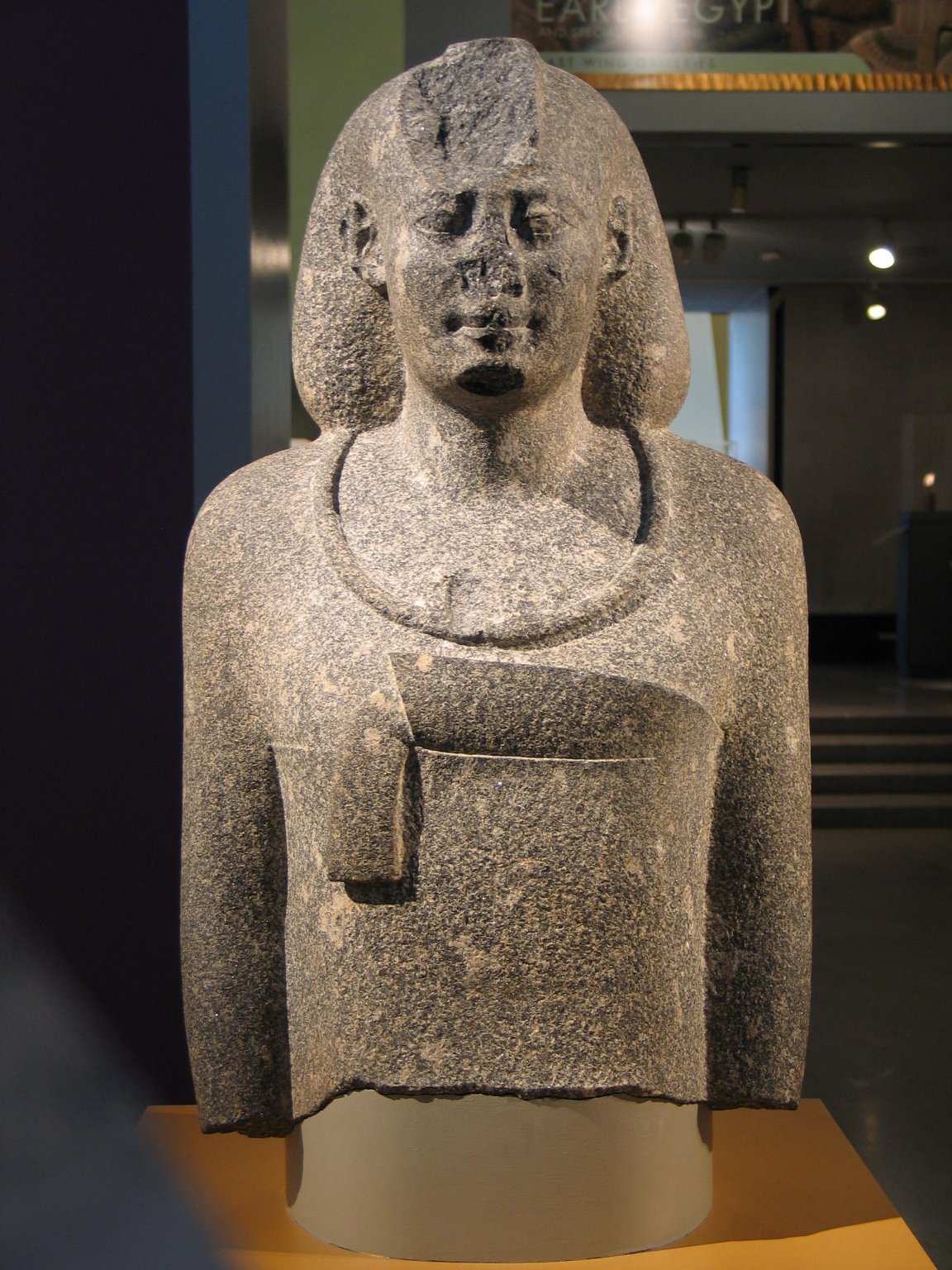
Haut d'une statue d'homme égyptien portant un costume perse vers 343 à 332 av. J.-C.

Certains égyptologues attribuent la locution nominale XXXIe dynastie à une période de l'histoire de l'Égypte antique durant laquelle elle devient pour la seconde fois une satrapie c'est-à-dire une province de l'Empire perse.
Elle désigne également la lignée de souverains qui la gouvernent à cette époque, aussi connue sous la dénomination de seconde dynastie achéménide et qui s'étend de -341 à -332.
Artaxerxès III et ses armées avaient mis fin  en -341 au règne de Nectanébo II, dernier roi de la XXXe dynastie et dernier souverain autochtone de l'Égypte.
Alexandre le Grand met fin à son tour à la XXXIe en battant les Perses dirigés par Darius III. Il ouvre ainsi la voie à une période macédonienne.

## Pharaons de laXXXIedynastie
- Artaxerxès III Ochos (-341 à -338),
- Arsès (-338 à -336),
- Darius III Codoman (-336 à -332).

## Pharaon dissident non perse
- Khababash (vers -338 à -336).